# Salomo Schweizer
Salomo Schweizer (1993, Lucerna, Suiza) es un oboísta y intérprete de corno inglés suizo.

## Carrera
Nacido en Lucerna, Schweizer comenzó su carrera musical como flautista y niño del coro en Lucerna. A los 14 años pasó al oboe y pronto fue aceptado en la clase de oboe de Kurt Meier en el Conservatorio de Lucerna.
De 2013 a 2016 estudió en la Universidad de las Artes de Zúrich en las clases de Simon Fuchs (oboe solista del Tonhalle, Zürich ) y Martin Frutiger (oboe y corno inglés). Luego comenzó una maestría con Jean-Louis Capezzali en Lausana y completó sus estudios con Dominik Wollenweber en Berlín.
Como solista, Schweizer actuó, entre otros, con la Staatsorchester Braunschweig, la Junge Philharmonie Zentralschweiz y la Neues Orchester Basel, la Festivalorchester Arosa y la Stadtorchester Zug. También es invitado por varias orquestas como oboísta solista, incluida la Sinfónica del Siglo XXI, la Orquesta Musikkollegium Winterthur, la Ópera Estatal de Hamburgo y la Ópera Alemana de Berlín.
También es invitado a festivales de música como el Walkenrieder Kreuzgangkonzertes y el Domkonzerte Königslutter.
Desde 2016 es oboísta solista suizo en la Orquesta del Festival de Verbier y desde la temporada 2017/18 es oboísta solista en la Staatsorchester Braunschweig.

## Premios y reconocimientos
- 2012: Primer premio con distinción en el Schweizerischen Jugendmusikwettbewerb. [2]
- 2012: Primer premio Concurso Internacional de Oboe Luca Figaroli en Adrara San Martino.
- 2016: Premio Corno Inglés en el Concurso Muri. [3]
- 2017/18: Premio Meggen de la Fundación Jóvenes Talentos Musicales de las Academias de Música de Suiza. [4]